# Esporlatu
Esporlatu település Olaszországban, Szardínia régióban, Sassari megyében. Lakosainak száma 375 fő (2023. január 1.). Esporlatu Bottidda, Illorai és Burgos községekkel határos.

## Népesség
A település lakossága az elmúlt években az alábbi módon változott:
| Lakosok száma | 396  | 395  | 375  |
|               | 2017 | 2018 | 2023 |